# ヨハン・ザムエル・エンドラー
ヨハン・ザムエル・エンドラー（Johann Samuel Endler, 1694年7月26日 - 1762年4月23日）は、ドイツの作曲家。

## 生涯
ザクセンのオルバーンハウ出身。1716年よりライプツィヒ大学に在籍した。1720年より音楽活動の記録が見え、ライプツィヒの新教会で教会音楽の指導に当たった。1722年にヘッセン＝ダルムシュタット方伯エルンスト・ルートヴィヒの礼拝堂楽団にヴィオリスト・ヴァイオリニストとして採用され、1735年から1740年まで楽師長（コンツェルトマイスター）を務めた。1744年には副楽長となり、1760年に宮廷楽長のクリストフ・グラウプナーが死去すると、エンドラーが楽長に昇格した。2年後にダルムシュタットで死去。

## 音楽
作品は金管楽器やティンパニを加えた大規模な管弦楽曲が中心で、30のシンフォニアや7つの序曲などがある。他に教会カンタータや世俗カンタータなどの声楽曲、「チェンバロのためのパルティータ」などの器楽曲がある。